# Білки-вояки
«Білки-вояки» (англ. «Squarriors») — це серія коміксів та графічних романів від сценариста Еша Мазко та художниці Ешлі Віттер, оповідаюча епічну сагу про воюючих тварин в постлюдському світі. Оригінальні комікси та їх збірки видані видавництвом «Devil's Due Publishing», переклад українською запланований до публікації видавництвом «MAL'OPUS» з 2020 року.
Почавши свій шлях з «Kickstarter», франшиза зуміла завоювати прихильність багатьох читачів. Бентежна історія протистояння інстинкту та розуму в поєднанні з динамічним малюнком, який не приховує жорстких деталей тривалого конфлікту — своєрідна «Гра престолів» тваринного царства.

## Синопсис
Коли людська раса остаточно зникла внаслідок загадкового апокаліпсиса, на Землі стали панувати тварини. Залишки земної фауни набули інтелекту, сформували клани й без упину ведуть криваву війну за власну ідеологію.

## Світ

### Види
Гризуни і зайцеподібні
- Сірі білки
- Руді білки
- Білки-літяги
- Миші
- Щури
- Бурундуки
- Кролики

Хижі
- Коти
- Руді лисиці
- Тхори
- Собаки (надрозум не підтверджений)
- Борсуки (надрозум не підтверджений)

## Публікація
| #      | Назва  | Дата публікації | Формат    | Розміри    | Стр | ISBN                |
| ------ | ------ | --------------- | --------- | ---------- | --- | ------------------- |
| Vol. 1 | Spring | 21 жовтня 2015  | TPB       | 149x214 мм | 124 | ISBN 978-1618550781 |
| Vol. 1 | Spring | 22 серпня 2018  | Палітурка | 207x338 мм | TBA | ISBN 978-1618553058 |
| Vol. 2 | Summer | TBA             | TPB       | 149x214 мм | TBA | ISBN TBA            |
| Vol. 2 | Summer | TBA             | Палітурка | 207x338 мм | TBA | ISBN TBA            |

Видання для конвентів «Squarriors: Convention Special» з додатковими матеріалами (біографії та дані персонажів, сімейні дерева, вирізки для мініатюр) вийшло 30 липня 2014 року, а перший номер основної серії («Squarriors #1») — 10 грудня. «Squarriors #2» — 25 березня 2015 року. «Squarriors #3» — 29 липня. Останній випуск першого тому, «Squarriors #4» — 16 вересня. Збірка першого тому стала доступна в цифровому варіанті 30 грудня 2015 року, фізична версія — 6 січня 2016 року. 22 серпня 2018 року було опубліковане «Oversize Hardcover» першого тому (видання з палітуркою та у збільшеному форматі, 22x34 см, на 30% більше за TPB-видання, вага: 789 г).
Перший випуск другої арки, яка складатиметься тепер з п'яти випусків загалом, був опублікований 25 травня 2016 року, поява цифрової версії відбулася 8 червня. Другий випуск 4 січня 2017 року. Третій  — 21 березня 2018 року. Четвертий — 30 жовтня 2019 року. П'ятий випуск на разі все ще знаходить у розробці.

### Українське видання
| #     | Назва | Дата публікації | Формат | Розміри | Стр | ISBN     |
| ----- | ----- | --------------- | ------ | ------- | --- | -------- |
| Том 1 | Весна | 2020            | TBA    | x мм    | 124 | ISBN TBA |
| Том 2 | Літо  | TBA             | TBA    | x мм    | 124 | ISBN TBA |

10 березня 2020 року видавництво «MAL'OPUS» анонсувало про запланований випуск коміксу Squarriors українською у 2020 році. Незабаром, 8 квітня, видавництво влаштувало опитування серед своїх читачів з запитом на їхні варіанти адаптації назви коміксу. 23 квітня, на Всесвітній день книги та авторського права, видавництво анонсувало офіційний переклад назви: «Білки-вояки», запропонований учасником в опитуванні.

## Прийом
Сайт «Nerdist» рекомендував цю серію до прочитання та назвав перший том "жорстокий, кривавий, створює лісовий світ, який більше схожий на Гру престолів, де між собою конкурують та воюють племена."

## Інша медіа

### Карткова гра
«Squarriors: The Card Game» — це змагальна колекційна карткова гра, де ви виграєте, будуючи історію свого власного племені. Сюжетна сторона ігрового процесу зосереджена на вивченні світу і вербуванні воїнів.
Використовуючи можливості відкритого світу в сеттинґу всесвіту Squarriors, творці розробили свою власну карткову гру, яка профінансувалася протягом двох днів на Kickstarter. Як виявилось, шалені шанувальники коміксів дуже хотіли отримати змогу пограти у гру по цій франшизі. З безліччю персонажів, особистостей, нескінченних можливостей (був навіть рівень підтримки, щоб поставити фото власної кішки на картку).